# Northampton (Western Australia)
Northampton ist eine Kleinstadt in Western Australia mit 813 Einwohnern. Sie liegt etwa 50 Kilometer nördlich von Geraldton, 430 Kilometer südlich von Carnarvon und zirka 480 Kilometer nördlich der Hauptstadt Perth. Northampton liegt am North West Coastal Highway, welcher Teil des australischen National Highway 1 ist. Northampton liegt in der Mid West Region von Westaustralien am Rande des Wheatbelt, der Kornkammer des Landes.
Northampton wurde gegründet, nachdem 1842 in der Gegend Kupfer und Bleivorkommen entdeckt wurden. Die bald entstehende Mine und die Stadt hatten damals den Namen Gwalla. Offiziell als Stadt anerkannt wurde Northampton 1864, den heutigen Namen erhielt sie aber erst 1871. Dieser ist eine Kombination aus dem Namen der Stadt Northampton in England und dem Namen des damaligen Gouverneurs von Westaustralien, John Steven Hampton. Um die in der nahen Mine abgebauten Erze schneller zum nächsten Hafen in der Stadt Port Gregory transportieren zu können, wurde 1879 eine Eisenbahnlinie eröffnet. Die Verbindung war die erste in Westaustralien, die von der Regierung errichtet wurde. Die Verbindung wurde 1957 stillgelegt.
Einer der wichtigsten Wirtschaftszweige ist der Tourismus. Northampton wird aufgrund seiner Lage von vielen Touristen durchquert, welche von Perth aus auf dem Weg nach Monkey Mia oder Exmouth sind. In der Gegend gibt es Höhlenmalereien von Aborigines, den australischen Ureinwohnern. Weitere touristische Attraktion in der Nähe von Northampton ist die Mikronation Principality of Hutt River (deutsch: Fürstentum von Hutt River), eine etwa 75 km2 große Farm, deren Eigentümer sie im April 1970 zum eigenständigen, von Australien unabhängigen Land erklärt hat und mit der Herausgabe von eigenen Briefmarken, Münzen und Pässen bis heute zwar keine formelle Anerkennung durch andere Staaten, aber eine große öffentliche Aufmerksamkeit erfährt.